# Chris Smalling
Christopher Lloyd „Chris” Smalling (n. 22 noiembrie 1989, Greater London, Anglia, Regatul Unit) este un fotbalist britanic, care joacă pe post de fundaș central la Al-Fayha FC în Liga Profesionistă din Arabia Saudită. Pe plan internațional, are prezențe la națională pentru Anglia U20⁠(d), Anglia U-21⁠(d) și Anglia.